# Зоряне (Хмельницький район)
Зо́ряне — село в Україні, у Віньковецькій селищній громаді Хмельницького району Хмельницької області. Населення становить 708 осіб.

## Географія
Село розташоване в східній частині області, південно-східній частині району, за 90 км від обласного центру та 18 км від райцентру. Зоряне є частиною Подільської височини та лісостепової зони. На південному заході межує з селом Говори, на заході з селом Осламів, на північному сході з селом Бригидівка Барського району Вінницької області, на півдні з селами Слобідка Гулівська та Біличин Барського району Вінницької області. Середня висота над рівнем моря 302 м. В селі є два ставки: верхній — Ньочків, нижній — Мочарський. Із зорянськими землями межують ліси державного і комунального значення: на північному сході від села — Дубина, на південному сході — Кацапський, на півночі — Осламівський, на півдні — Лісок, на сході — Зруб. 

## Історія

### Походження назви
Назва села походить від слова «зоряне» — поселення розміщене під яскравим зоряним небом. Первісна історична назва села — Курники (Куреники, Курниківці), перейменоване в Зоряне Указом Президії Верховної Ради УРСР від 15 серпня 1966 року.
Євфимій Сіцінський, посилаючись на старожилів, допускав походження назви села від того, що на місці поселення були пасіки серед великих лісів, а біля пасік жили в куренях пасічники, через що село стало називатись «Куреники» або «Курники».  В листі курницького священика Йосипа Ломницького, від 23 листопада 1857 року начальнику Подільської губернії Пфелеру, село названо «Куреники».

### Від заснування до XX століття
Заснування села, на думку Є.Сіцінського, можливо, відбулося на початку 18 століття, після закінчення панування турків на Поділлі. Раніше ніяких відомостей про це поселення в документах історик не знайшов.
Відомий український історик Микола Крикун у науковій праці «Подільське воєводство у XV—XVIII століттях» наводить інші дані щодо села Курники та сусідніх населених пунктів — Ломачинці, Говори, Осламів, посилаючись на відповідні джерела. В історичних документах село назване Курниківці (Kurnikowce). Вчений подає відомості про шляхетський маєток у селі Курниківці у хронологічному порядку.
Подільське воєводство у XV—XVIII століттях. Летичівський повіт, шляхетські маєтки — Курниківці (Kurnikowce):
- Кам'янецька земська книга — 1604;
- Кам'янецька земська книга — 1610;
- Кам'янецька земська книга — 1627;
- Подимний реєстр — 1629;
- Кам'янецька земська книга — 1637;
- Поголовний реєстр — 1662;
- Подимний реєстр — 1667;
- Комісарський реєстр — 1678.

М.Крикун стверджує, що село існувало від кінця XVI ст. і від XVIII ст. в документах записано як Курники (Kurniki).
Археологічні знахідки на території села та в його околицях знарядь праці доби неоліту (IV тисячоліття до нашої ери), свідчать про заселення краю людьми здавна.

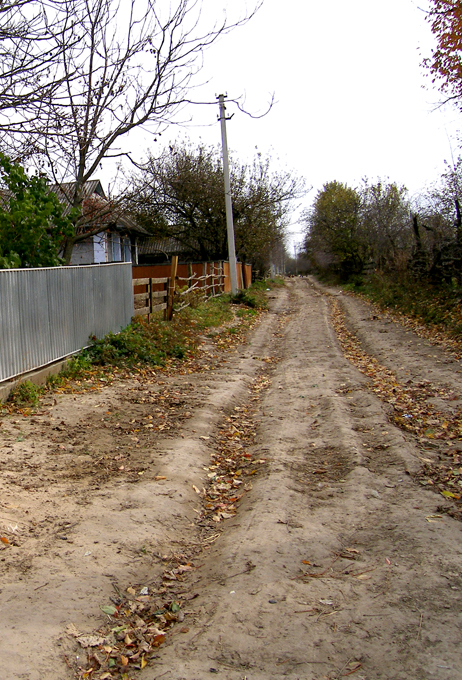
Село Зоряне Віньковецького району. Сільська вулиця на Мочарках

Старожили села розповідали, що в давнину населений пункт заселили мігранти з Галичини. До сьогодні в селі є багато людей з галицькими  (лемківськими) прізвищами, що зазнали незначної трансформації: Бабії, Боднарі, Грицаки, Демчуки, Дзюраки, Заболотні, Козловські, Левицькі, Луцаки, Марисики, Павлюки, Пахольчаки, Стецюки, Червонюки, Швеці, Шевчуки, Шпаки, Юрчаки. Жителі села майже до початку 80-х років минулого століття в своїй мові широко використовували діалектичні слова галицького та польського походжень.
Після поновлення польської колонізації село Курники належало Тречеським, а на початку XIX ст. Бржозовським. Карл (Кароль) Феліксович Бржозовський (1779—1862) одружився з Ксаверією Тречеською (1775—1871) і отримав як придане ломачинський ключ, у який входило село Курники. Карл Бржозовський був добрим господарем і організатором, під кінець свого життя належав до найбагатших поміщиків Подільської губернії.
1770 року село, як і навколишні населені пункти, зазнало людських втрат від епідемії холери.
В результаті другого поділу Речі Посполитої у 1793 році, Поділля відійшло до Російської імперії. В травні 1795 року утворено Подільську губернію. Село Курники ввійшло до складу Осламівської волості Ушицького повіту.
В даних Подільського Губернського Комітету для розгляду і складання інвентарів в поміщицьких маєтках, станом на 1845 рік, зазначено, що в курницької поміщиці Ксаверії Бржозовської останньої ревізії рахувалось селян: чоловіків — 295; жінок — 260, а насправді в інвентарній справі показано: чоловіків — 322, жінок — 285. В тому числі: працюючих чоловіків — 158, працюючих жінок — 136; хазяїв: тяглових — 51, не тяглових — 38, бурлаків — 12. Із загальної кількості землі в 1104 десятини 346 сажнів, у селян було: присадибної і для городів — 92 дес. 540 саж., орної — 459 дес. 202 саж., сінокосів — 154 дес. 182 саж.
Крім цього селяни користувалися лісом для будівництва і ремонту господарських будівель, випасали худобу на парових полях і лугах після збирання сіна.
Середній врожай на глинистих ґрунтах в 1850 році становив: пшениці — 5, гороху — 5, жита — 6, ячменю, вівса, гречки — по 3, проса — 12 цнт/га.  

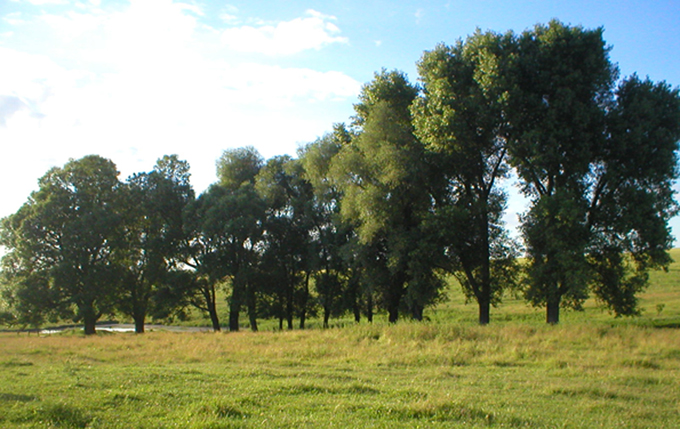
Село Зоряне Віньковецького району. Урочище Долинки

В 1854 і 1856 роках селяни села Курники постраждали від сильного градобою, а 1855 року зазнали великих випробовувань від неврожаю хліба. Зважаючи на злиденність селян, поміщик відпускав їх на заробітки.
З 1856 року господарські справи у Курниках вирішує Зенон Карлович Бржозовський.
В 1859 році в поміщицькому селі Курники нараховувалось 91 оселя і проживало 398 чоловіків та 355 жінок.
В березні 1862 року власником села Курники, як і ломачинського ключа (Калюсик, Курники, Ломачинці) і більшості володінь Карла Бржозовського офіційно став Зенон Бржозовський (1806—1887).
Після смерті Зенона Бржозовського в 1887 р. у спадок вступив його син Іван (Ян) Зенонович Бржозовський (1844—1917).
Іван Бржозовський, що був одружений з Оленою Грохольською (1845—1922), крім ломачинського ключа отримав від батька Жабокрич з маєтком, Попелюхи, Крикливець, Іллівку, Тарнавку, Цибулівку, кедрасовський ключ на Поділлі, маєток в Польщі, успадкував садибу в Одесі, галерею італійських картин і палац в Кракові.
Церковно-Єпархіальна школа у селі відкрита 1888 року.
В січні 1891 року 112 хазяїв Курників одержали від Подільського селянського банку велику, як на той час, позику в сумі 16740 рублів. Селяни зобов'язалися сплатити позику до 1 січня 1905 року. Через низьку врожайність, невеликі статки господарі не змогли своєчасно повернути кредит банку.
1893 року в селі було 214 осель, у яких проживало 1139 осіб.

### ХХ ст. — поч. ХХІ ст.
На початку XX століття в Курниках проживало 1327 осіб, з них 10 католиків і 16 євреїв.
У січні 1905 року в селі Курниках відбувся суд, де було розглянуто справи 112 хазяїв, які не сплатили пеню Подільському селянському банку за взяту позику в 1891 році. Усіх господарів було зобов'язано повернути банку борг у встановлені судом терміни.

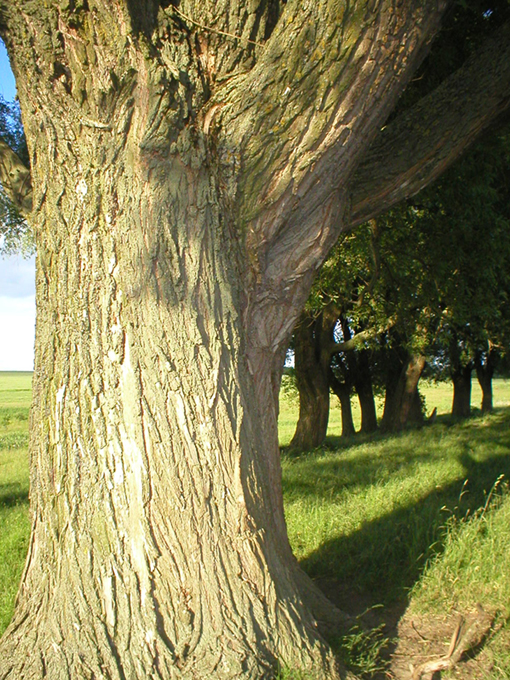
Село Зоряне Віньковецького району. Старовинна верба

Селяни важко працювали на поміщика, а також у своїх господарствах. Їх зобов'язували три дні на тиждень безплатно виконувати примусові роботи на пана (повинність): відбувати нічний караул в селі і в полі; сторожувати на фермі; поливати по черзі тютюн, капусту, огірки; обробити 1,5 шнура конопель, випрясти 4 мотки пряжі, стовкти 2 корці проса тощо. За невиконання повинностей селян карали.
Перевагами столипінської реформи, через малі статки, хазяї села не скористалися, 1907 року на хутір відділився лише один селянин — Іван Дзюрак. Хутір знищено, на згадку нащадкам залишилася тільки назва урочища — «Юзищина», на честь Юзі, дружини господаря.
Хвиля вільнодумства і свободи, викликана Лютневою революцією в Петербурзі, через три місяці докотилася й до віддаленого села. В кінці травня 1917 року селяни Курників самовільно випасали  худобу на полі пшениці поміщика Івана Бржозовського. Пан наказав своєму економу і стражникам загнати худобу в село Ломачинці на обору. Поміщик зажадав контрибуцію — по п'ять золотих за кожну тварину. Селяни відмовились. Три дні  пан утримував худобу селян, у тому числі й недоєних корів. Врешті, хазяї здалися і погодилися заплатити контрибуцію пану за 300 голів худоби. Проте знайшлися месники, що озброїлись і перестріли 27 травня пана з прислужниками, які поверталися з Курник в Ломачинці. Вони вбили пана, кучера та двох стражників, забрали золото і гроші.
7 (20) листопада 1917 року, відповідно до Третього Універсалу Української Центральної Ради, увійшло до складу Української Народної Республіки.
В січні 1918 року в Ушицькому повіті було встановлено радянську владу. Але влади швидко змінювались: Центральна рада, Гетьманщина, Директорія, Радянська влада, знову  Директорія.
Начальна команда Української Галицької Армії в деннику від 1 серпня 1919 року доповідала, що «… після десятиденного відпочинку зрушено І і ІІІ Корпуси з дислокованих місць. Протягом вчорашнього і нинішнього дня бригади 1 Корпусу займають: 5 Бригада район Гулі — Ялтушків, 6 Бригада Калюсик — Говори — Курники, 9 Бригада район Охрімівці — Віньківці, 10 Бригада район Дашківці — Женишківці».
В грудні 1919 року петлюрівців змінили денікінці. Протягом першої половина 1920 року територію повіту окупували білополяки, які вели себе зухвало і жорстоко.  Жителі села сповна пережили страждання, принесені громадянською війною і частою зміною влад. В листопаді 1920 року на території Поділля остаточно встановилася радянська влада.

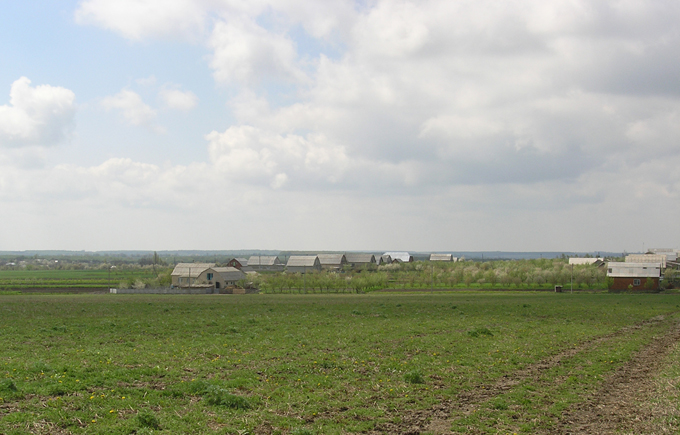
Село Зоряне Віньковецького району. Новобудови

В березні 1923 року, у результаті нового адміністративно-територіального поділу, утворено Віньковецький район і село Курники ввійшло до його складу. В цьому ж році в селі утворено Раду селянських депутатів, яку очолив І. Г. Лисюк, а також комнезам (комітет незаможних землевласників). 1924 року в селі розпочалася активна боротьба з неписьменністю, у лікнепі навчались читати, рахувати і писати особи віком від 10 до 50 років.
В 1928 році активісти села прагнули побороти самогоноваріння, проте навіть начальник міліційного відділення району (на той час Затонського) попав у Курниках в лабети «зеленого змія». За зловживання, дискредитацію влади і пияцтво був засуджений до 8 років позбавлення волі.
Безвихіддю, розпачем і насиллям в селянські оселі ввірвалась колективізація. В 1930—1934 роках в селі були розкуркулені 10 господарств, окремих хазяїв судили, майно конфіскували, а деякі родини вислали за межі України. В січні 1930 року в селі було утворено колгосп «Червоний серп», його головою став Івасюк Г. І.
Важке горе довелося пережити жителям села в період голодомору 1932—1933 років. В селі масового голоду не було, але від недоїдання помирали діти і люди похилого віку. Нащадкам вдалося встановити прізвища 24 жителів села — жертв голодомору. 23 листопада 1932 року бюро Затонського райкому КП (б) У порушило клопотання про занесення на «Чорну дошку» області за невиконання плану хлібозаготівлі Курницьку сільську раду. З 24 листопада у селі припинилася торгівля промтоварами до того часу, поки село не почне «чесно виконувати свої зобов'язання перед робітничим класом і Червоною армією із здачі хліба».

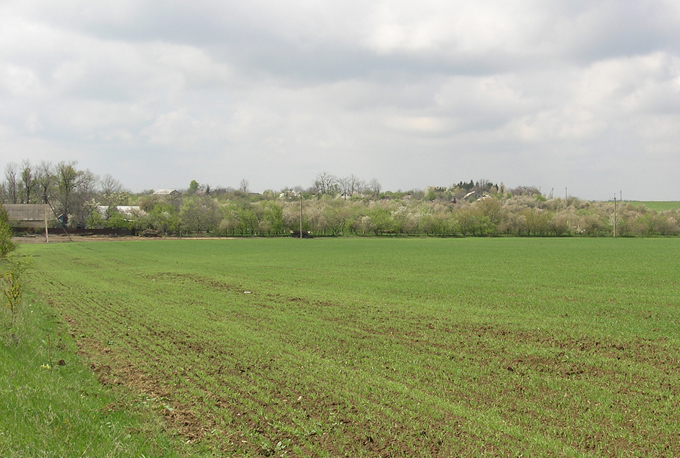
Село Зоряне Віньковецького району. Весна

Не обминули жителів села Курники і репресії тридцятих років, зокрема Коломійчука Г. В. і Дереша П. Ф. за контрреволюційну діяльність було розстріляно, а Козловського М. П. — вислано в Казахстан.
У 1937 році розпочала роботу початкова школа. Дітей вчили грамоти два вчителі.  Не зважаючи на труднощі та щоденний страх, життя селян ставало заможнішим. В колгоспі 1938 року з'явилися перші трактори, які обслуговували сільські трактористи Грицак Ф. О., Павлюк П. Г., Дзюрак Ф. І., на ланах господарства зросла урожайність сільськогосподарських культур. Ланка Ксенії Червонюк виростила по 500 ц/ га цукрових буряків. Ланкова разом з трактористом Федором Грицаком були учасниками ВДНГ у Москві. На період жнив у селі щорічно працювали дитячі ясла. До послуг селян сільська влада надала клуб на 150 місць, перероблений з корчми.
24 грудня 1939 року жителі села вперше брали участь у виборах  до місцевих Рад депутатів трудящих усіх рівнів.
Проте всі надбання мирної праці перекреслила війна 1941 року. На фронт були мобілізовані 213 жителів села Курники, окремі з них у складі частин 37-го і 49-го стрілецьких Корпусів на початку липня дві доби стримувала шалений наступ фашистів північніше Тернополя.
13 липня 1941 року село Курники було окуповане. Через декілька днів в селі загинув розвідник, який приїхав з Ліска, де перебував загін радянських воїнів, дізнатися про ворогів. Німці, що засіли у житі, розстріляли солдата з кулемета. Воїна похоронили на місцевому цвинтарі. Протягом десятиліть прізвище героя було невідоме, і тільки в 90-х роках минулого століття слідопити школи встановили, що невідомий розвідник — уродженець Полтавської області Іван Люлька.
В травні-червні, жовтні-листопаді 1942 року і травні-червні 1943 року на примусові роботи до фашистської Німеччини було вивезено 84 жителі села, 9 з них зостались лежати в чужинській землі. Трьох сільчан — Дереша Г. Г., Западловського В. М. і Западловського В. І. фашисти розстріли в Курниках за непокору.
20 лютого 1944 року в селі зупинився партизанський загін Мельника, чисельністю більше ста чоловік. Партизани позривали замки зі складів господарського двору, роздали зерно селянам, забрали коней і худобу, яку німці підготували для відправлення в Німеччину. Розвідники партизан в селі Красна (Черешневе) Барського району взяли в полон румуна, привели в Курники, допитали і розстріляли.

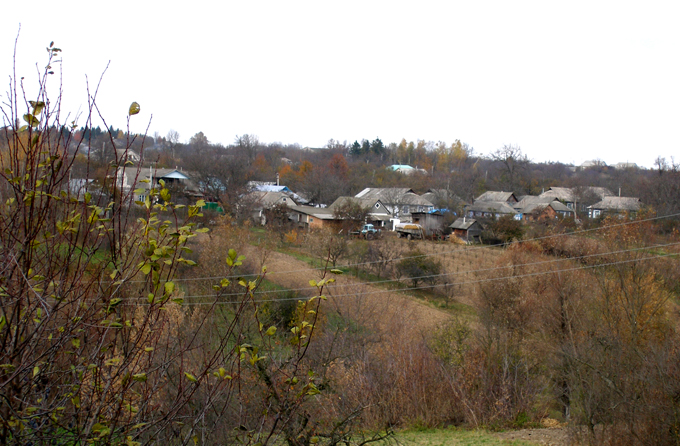
Село Зоряне Віньковецького району. Прийшла осінь

Під час проведення Проскурівсько-Чернівецької операції 26 березня 1944 року воїни 221 стрілецької дивізії 38 армії звільнили село Ломачинці та Осламів, а 27 березня село Курники. Під час звільнення Курників від фашистів, радянські воїни взяли у полон шістьох власовців, яких в цей же день розстріляли за селом.
В квітні 1944 року відновила свою роботу Курницька сільська рада.
Окупанти вщент зруйнували колективне господарство. Колгоспу «Червоний серп» було завдано матеріальних збитків на суму 14663865 карбованців, а населенню села на суму 238353 карбованця. Відбудову розграбованого  господарства відновлювали, в основному, жінки, літні люди та підлітки на двох парах волів та трьох парах коней, до роботи впрягали й корів. Селяни відправили для фронту 400 цнт хліба, підписалися на військову позику, зібрали останні кошти на Подільську ескадрилью і танкову колону, розуміючи ціну перемоги над фашизмом. Війна продовжувалась, але місцева влада думала про майбутнє своїх юних громадян. У 1944/45 навчальному році в Курницькій початковій школі було організовано навчання 20 учнів другого, 30 учнів третього і 66 учнів четвертого класів.
З фронту не повернулося 109 односельців. Їх прах навічно залишився на територіях Росії (Московська, Новгородська, Тверська, Тульська, Калінінградська, Ленінградська області, республіка Карелія), Естонії, Польщі, Угорщини та Німеччини. Прах воїнів з села Курники покоїться також в братських могилах Донеччини, Харківщини, Івано-Франківщини, Львівщини, Тернопільщини, Закарпаття. Досі не встановлені точні місця загибелі 52 солдатів-сільчан. Якщо в перші два роки війни загинуло 30 сільчан, то в 1944—1945 роках їх загинуло 75. Учасників бойових дій, що повернулися з війни, держава відзначила багатьма медалями, а 10 воїнів — орденами, з них чотирьох: Вачевського П. П., Бучинського Т. І., Івасюка С. С., Фригу І. Ю. найвищою солдатською нагородою — орденом Слави.
Восени 1946 року колгосп «Червоний серп» було перейменовано на колгосп ім. Молотова, головою колгоспу селяни обрали Голуба П. С. Наступний  – 1947  рік став ще однією трагічною сторінкою в історії села; жорстокий повоєнний голод забрав понад два десятка життів односельців. Рятуючи себе і своїх рідних, голодні селяни зрізали і збирали пшеничні колоски, потайки брали зерно з току. Плата за це було дуже високою — позбавлення волі від 2-х до 8-ми років, смерть на полі від охоронників або погибель у тюрмі.
1948 року біля двадцяти юнаків були відправлені на Донбас в ФЗН, окремі, не витримавши науки — тікали додому, їх ловили і направляли на примусові роботи.

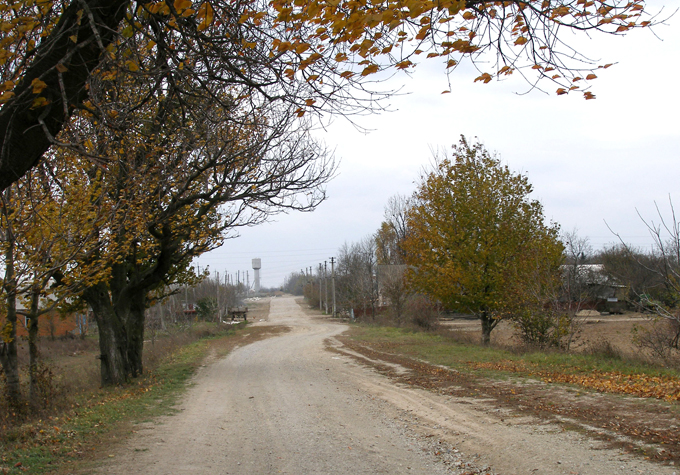
Село Зоряне Віньковецького району з боку Бригидівки

В наступні роки нужденні селяни неймовірними зусиллями виконували податки на м'ясо, молоко, яйця, примусом підписувались на державну позику. Колгоспникам видавали по 100 грам на трудодень, у них конфісковували і розбивали жорна, забороняючи молоти зерно.
В 1953 році колгосп ім. Молотова перейменовано на ім. К. Маркса, його очолив Шахрай Д. З. 1955 року з його ініціативи колгосп закупив духові інструменти, найняв з Віньковець капельмейстера, який навчав юнаків села грати на музичних інструментах.
У вересні 1959 року Курницька сільська рада була ліквідована, а її територія приєднана до Осламівської сільської ради. Курницький колгосп ім. К. Маркса приєднали до осламівського колгоспу «Нове життя», об'єднаному господарству дали назву — ім. Карла Маркса.
1960 року село повністю радіофіковане.
30 грудня 1962 року Указом Президії Верховної Ради УРСР «Про укрупнення сільських районів УРСР» було ліквідовано Віньковецький район, село Курники віднесли до Ярмолинецького району, а з 1965 року — до Новоушицького району.
У 1963 році дружинники села, за своєю ініціативою, провели роз'яснювальну роботу серед населення щодо шкідливості самогоноваріння, виявили злісних самогонників. За ініціативою Курницьких дружинників на колгоспних зборах обговорили питання про шкоду самогоноваріння, після чого було прийняте рішення про добровільну здачу самогонних апаратів. Наступного дня жителі села добровільно здали більше 10 самогонних апаратів.
Восени 1966 року село повністю електрифікували.
Указом Президії Верховної ради УРСР від 8 грудня 1966 року було відновлено Віньковецький район, у селі Зоряне утворено сільську раду, якій підпорядкували територію ліквідованої Осламівської сільської ради. У новоствореному  колгоспі імені Шевченка головою обрали Івасюка І. Г.

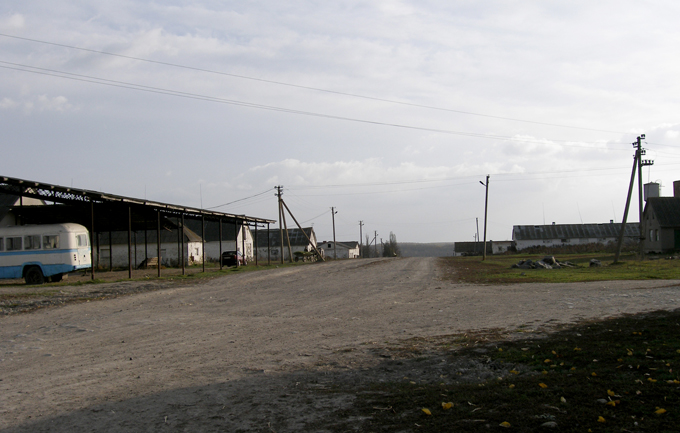
Село Зоряне Віньковецького району. Колись тут було господарство

Період з 1967 до 1972 року був найпродуктивнішим в соціально-економічному розвитку господарства і села. Для потреб господарства були збудовані приміщення корівників, телятників, свинарника, кормоцеху, зерноскладів, автотракторного гаража, контори колгоспу. Значно зросла кількість індивідуального житлового будівництва на селі, для обслуговування  жителів населеного пункту споруджено новий магазин. 1972 року завершено будівництво бруківки довжиною 1,3 км. До приміщення школи, яка знаходилася в конфіскованій хаті священика, було прибудовано три класи і фізкабінет. Для поліпшення медичного  і культурного обслуговування селян споруджено ФАП, змонтовано фінський будинок для бібліотеки і сільської ради, реконструйовано сільський клуб.
В жовтні 1971 року зорянський колгосп ім. Шевченка приєднали до дашковецького спецгоспу «Україна». Рішенням Хмельницького облвиконкому від 19.08.1972 р. Зорянська сільська рада була ліквідована, а її територія приєднана до Дашковецької сільської ради. Село Зоряне стало неперспективним, у наступні три роки з нього виїхало більше 100 чоловік, в основному молоді.
Правда, у ці роки збудовано асфальтовану дорогу від клубу до сільського магазину і здано в експлуатацію 1980 року довгоочікувану новозбудовану восьмирічну школу з просторими класами, вестибюлем, їдальнею, спортивним залом, майстернею та підсобними приміщеннями.
Після 18 років перебування у «приймах», у січні 1989 року бригадне село Зоряне від'єднується від спецгоспу «Україна» (рішення загальних зборів від 10.01.1989 р.). На зборах селяни створюють колективне господарство ім. Шевченка, головою якого обирають Сухаря М. І. — талановитого керівника і організатора сільськогосподарського виробництва. Рішенням виконавчого комітету Хмельницької обласної Ради народних депутатів від 7 березня 1990 року знову утворено Зорянську сільраду.

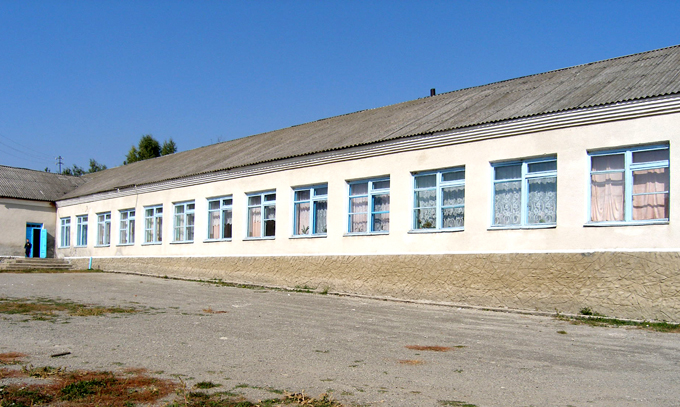
Село Зоряне Віньковецького району. Зорянська ЗОШ

З набуттям самостійності, неперспективне село відродилося. Новообраний керівник разом з колективом селян у короткий час забезпечив рентабельне ведення господарської діяльності за рахунок нарощування обсягів виробництва тваринницької та рослинницької продукції, впровадження передових технологій, створення міцної кормової бази, зростання рівня продуктивності праці. Колись глинисті, неврожайні поля і лани в урочищах «Долинки», «Лан», «Ланок», «Березінки», «Мандзійова», «Малий», «Гладунова», «Дашковеччина», «Рудка» і «Довгий» за врожайністю зернових та технічних культур стали займати провідні місця в районі. Зокрема, за підсумками 1992 року урожайність пшениці становила 46,2, жита — 42,7, ячменю ярого — 38,5, гороху — 34,2, кукурудзи на зерно — 32,9  центнерів з кожного гектара. Значно зросла продуктивність тваринництва, так у 1991 році середній надій молока на корову був 3676 кг. (друге місце в районі), а середньодобові прирости ВРХ — 706 грамів (перше місце).
Протягом 1989—1995  років з ініціативи М.Сухаря швидкими темпами проводилось будівництво господарських об'єктів. В господарстві, яке набуло статусу селянської спілки, у цей період збудовано приміщення автогаража з асфальтованим двором, зерносклад з асфальтованим током та критим навісом, приміщення будівельної бригади з пилорамою, навіси та асфальтований майданчик для тракторної бригади, склад пально-мастильних матеріалів, здійснено реконструкцію приміщення контори, у якій було розміщено сільську раду та філію ощадбанку.
В цей же час активно розвивається соціально-культурна сфера села. Було збудовано нове приміщення фельдшерсько-акушерського пункту, нове приміщення сільської бібліотеки, до школи прибудовано приміщення дитячого садка, збудовано два житлових будинки для молодих  спеціалістів господарства, реконструйовано та оздоблено сільський клуб, проведено водогін до школи, введено у дію сільську АТС для 50 абонентів. Стараннями керівника селянської спілки 24 серпня 1993 року в село Зоряне проведено природний газ, на опалення газом були переведені приміщення контори, клубу, бібліотеки, відділення зв'язку, АТС, ФАПу, дитсадка, магазину. З 314 селянських дворів — 220 користуються природним газом.

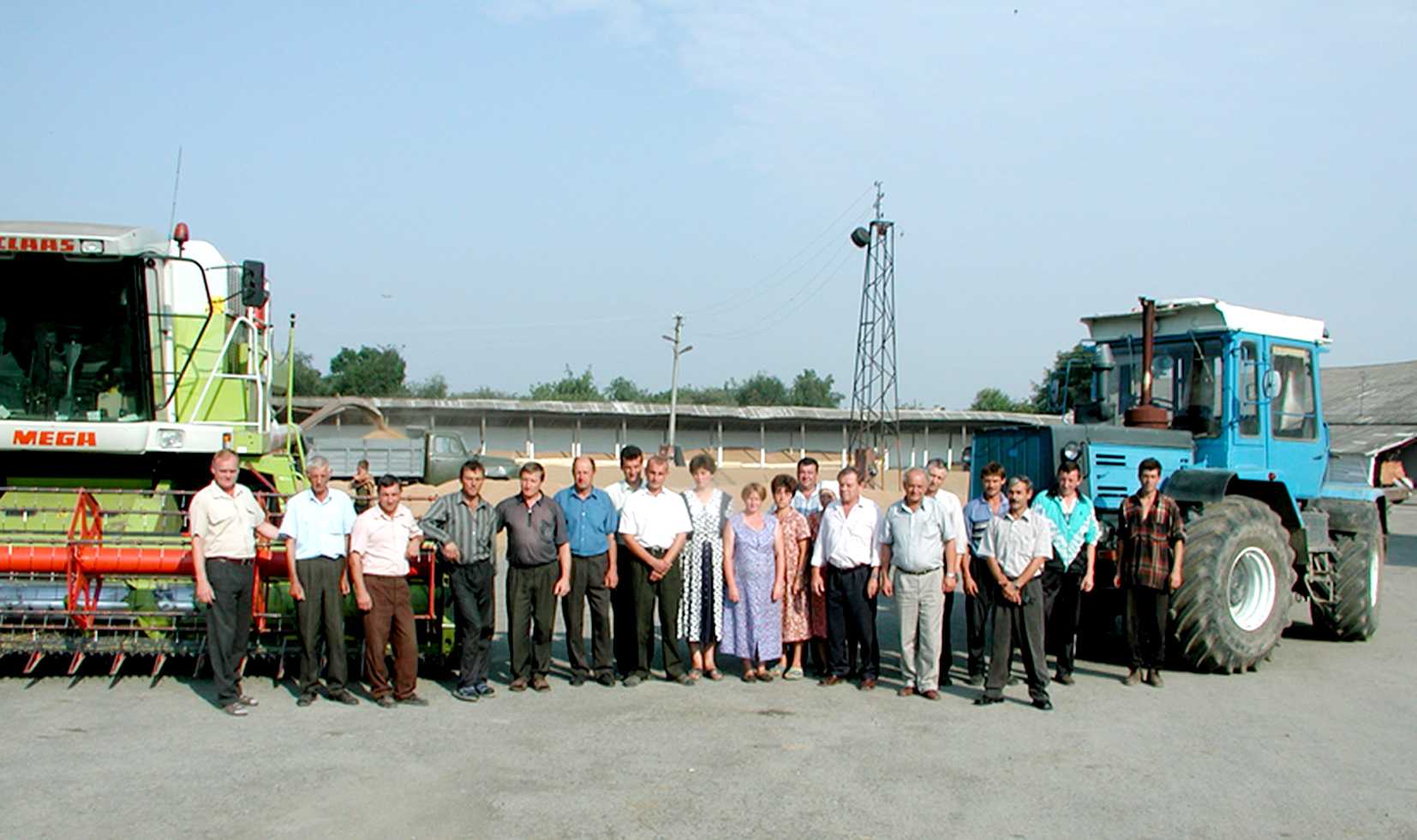
Село Зоряне Віньковецького району На току 1995 рік

В результаті земельної реформи, у 1992  – 1994 роках селянам було виділено 10 га землі під індивідуальне житлове будівництво, 67,5 га — для розширення особистого підсобного господарства, 289,2 га — для випасання ВРХ індивідуального сектора.
В грудні 1996 року Сухар М. І. перейшов на іншу роботу і селянська спілка, в умовах фінансово-економічної кризи, поступово втратила завойовані позиції. 2001 року на базі селянської спілки ім. Шевченка утворено ТОВ «Лан», яке проіснувало до 2004 року. Цього ж року на основі ТОВ «Лан» утворено НПР «Зоря Поділля», яке завершило свою діяльність 2007 року. Декілька років вся інфраструктура господарства зберігалася, але впродовж 2010 та 2011 років була знищена. Зараз на місці колишнього господарства майже пустка.

### Адміністративно-територіальна підпорядкованість села та влада
- 1604—1793 рр. — у складі Подільського воєводства Речі Посполитої, Летичівський повіт;
- 1648—1672 рр. — Хмельниччина, Гетьманщина;
- 1672—1699 рр. — у складі Османської імперії, Кам'янецький еялет;
- 1700—1792 рр. — у складі Подільського воєводства Речі Посполитої, Летичівський повіт;
- 1793—1796 рр. — у складі Російської імперії, Подільське намісництво;
- грудень 1796–жовтень 1917 рр. — у складі Російської імперії, Подільська губернія, Ушицький повіт, Осламівська волость;
- січень 1918–листопад 1920 рр. — на території Української Народної республіки;
- 1920—1991 рр. — в складі УРСР, СРСР;
- листопад 1920– липень 1923 р. — Ушицький повіт, Осламівська волость, Подільська губернія;
- 07.03.1923 р. — Віньковецький район Подільської губернії;
- 31.10.1927 р. Затонський район Кам'янецької округи;
- 09.02.1932 р. Затонський район Вінницької області;
- 17.09.1937 р. Затонський район Кам'янець-Подільської області;
- 1938 р. — Віньковецький район Кам'янець-Подільської області;
- 13.07.1941 р. — 27.03.1944 р. — Віньковецька управа, Дунаєвецький ґебітскомісаріат;
- 28.03.1944 р. — Віньковецький район Кам'янець-Подільської області;
- 04.02.1954 р. — Віньковецький район Хмельницької області;
- 30.12.1962 р. — Ярмолинецький район Хмельницької області;
- 04.01.1962 р. — Новоушицький район Хмельницької області;
- 08.12.1966 р. — Віньковецький район Хмельницької області;
- 24.08.1991 р. — Віньковецький район, Хмельницька область, Україна.
- 12 червня 2020 року, відповідно до розпорядження Кабінету Міністрів України № 727-р «Про визначення адміністративних центрів та затвердження територій територіальних громад Хмельницької області», увійшло до складу Віньковецької селищної громади.[3]
- 19 липня 2020 року, після ліквідації Віньковецького району, село увійшло до Хмельницького району.[4]

## Церква Успіння Пресвятої Богородиці

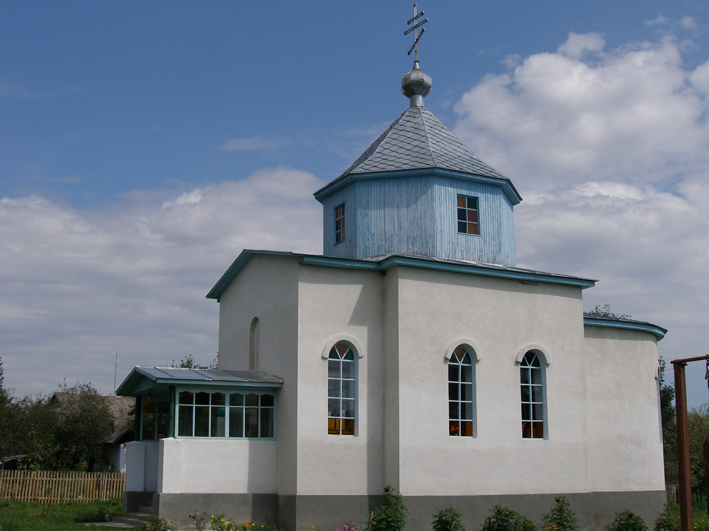
Село Зоряне Віньковецького району. Свято-Успінська церква

Перша церква у селі Курники побудована 1705 року як повідомлялося у відомостях 1831 року. Церква  була дерев'яною з трьома куполами, невеликих розмірів — довжиною 6 сажнів, шириною 3 сажні. У документах середини XVIII ст. зазначено, що церква села Курники присвячена Благовіщеню Пресвятої Богородиці, а в архівних документах початку другої половини XIX ст. зазначена церквою Успіня Пресвятої Богородиці. В акті огляду дерев'яної церкви Успіня Божої Матері в селі Курники Ушицького повіту від 13.12.1855 р. вказано, що єпархіальний архітектор М.Кулаковський, благочинний 5 округи священик Юліан Сулковський і парафіяльний священик Йосип Ломницький оглянули церкву і виявили: купола на ній накриті жерстю і пофарбовані олійною фарбою, церква піднесена на камінну основу; стіни з'єднані між собою брусками, які заплішені зовні. В парафії близько 700 душ православного сповідання, церква місткістю на 140 чоловік, дзвіниці нема, а огорожа потребує ремонту.
На початку 1856 року Кам'янець-Подільський єпархіальний архітектор М.Кулаковський розробив проект на будівництво церкви на 400 чоловік православної віри в селі Курниках.
31 серпня 1856 року проект церкви благословив єпископ Подільський і Брацлавський Євісій. Проте церква не була збудована. Проводир дворянства Ушицького повіту Регульский 20.02.1858 року листом повідомляв Подільському губернському проводирю дворянства, «.., що в листопаді 1855 р. церква в селі Курники була оглянута помічником Подільського губернського архітектора в присутності місцевого священика і визнана ним міцною, а 1856 року був присланий план на будівництво нової церкви. Селяни села впродовж трьох років постраждали від градобою і неврожаю хліба, через що залишилися в сильно нужденному стані. Тому волю начальства в будівництві нової церкви виконати не зможуть. В листі від 25.01.1858 р. поміщик Зенон Бржозовський  повідомив, що парафіяни за допомогою здібних майстрів зробили під церквою новий кам'яний фундамент, покрівлю накрили бляхою, пофарбували її, навколо церкви змайстрували огорожу. Церква ця  нині цілком міцна, у відмінному стані». Поміщик повернув проводирю повітового дворянства план, пояснюючу записку і благословенну грамоту на будівництво нової церкви в селі Курники.

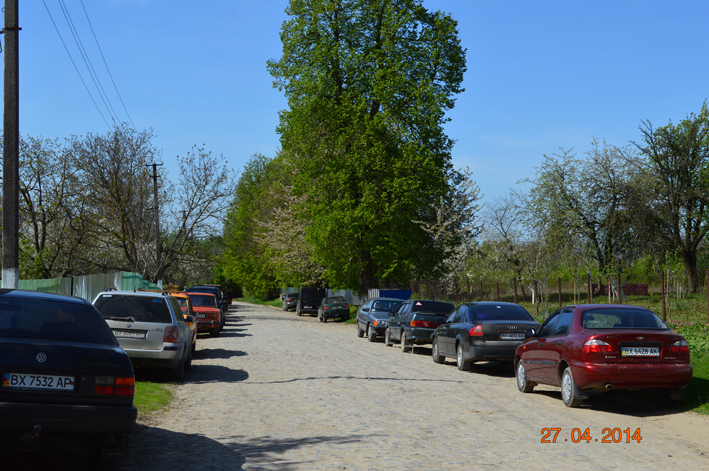
Село Зоряне Віньковецького району Біля цвинтаря 2014 р.j

27.02.1858 р. в протоколі розгляду питання при начальнику Подільської губернії Пфелері щодо церкви в селі, зазначено, «…церква Свято-Успенська, дерев'яна, на камінній основі, побудована 1705 року, доволі застаріла, у відомості за 1852 рік охарактеризована: міцна, біля неї дзвіниця на чотирьох стовпах». Перша церква розібрана при будівництві нової церкви.
Нова церква була збудована 1887 року на кошти місцевих парафіян — дерев'яна, одноверха, разом з дзвіницею, присвячена Успіню Пресвятої Богородиці. Цього ж року для служителів церкви побудовані житлові приміщення. На початок XX століття було церковної землі: садибної — 2 дес. 1632 саж, ріллі і сінокосів — 32 дес. 1680 саж. Священики в селі Курники часто змінювалися, протягом XIX ст. їх нараховувалося 8. Архіви зберегли прізвища окремих священиків: до 1850 року Данило Левицький; з 1853 до 1855 року — Еміліан Лапчинський; 1855 року — Йосип Ломницький; 1872 року — Матвій Голинський; 1895 — Михайло Марцішевський, якого на початку XX ст. змінив Л. Голинський. Священик Матвій Голинський був дуже шанованою людиною не тільки в селі, але й в Ушицькому повіті. В червні 1879 року благочинний Йосип Маркевич клопотав перед єпископом Подільським і Брацлавським Маркелом про дозвіл на святкування 50-річного ювілею служби в сані священика села Курники Матвія Голинського. На святкуванні, яке відбулося 29 червня 1879 року, були присутні священики з Віньковець, Дашковець, Ломачинець, Покутинець, Карижина, Пилипковець, Гулів, Говорів та Осламова.
Свято-Успенська церква діяла ще протягом 17 років після Жовтневої революції. Весною 1934 року церкву в селі закрили, зробили там клуб. З дзвіниці зняли дзвони, розграбували начиння, що належало православному храму. Влада конфіскувала будинки у священика і дяка. 1937 року з церкви зробили колгоспний склад, а 1939 року храм у селі Курники розібрали, більшість з розібраних матеріалів і окреме церковне начиння віруючі заховали у себе. Сучасники тих подій залишили такий опис церкви: дерев'яна, одноверха, разом з дзвіницею, на камінному підмурку, з дубових першосортних брусів, розшита тонкою шалівкою, пофарбована коричневою фарбою, а стеля — голубою.
1942 року у селі знову побудували храм з будівельних матеріалів розібраної старої церкви. Стін зробили із  глиняних балабухів, які клали між дерев'яними брусами, а стелю з мачульців, на будівлі встановили один купол. Організаторами будівництва були Іван Березюк (староста) та Петро Коломійчук. Для служби Божої з села Дашківці запросили священика Юхима Гуцуляка.
Після війни священиком у церкві був Іоанн Герасимов. З 1948 року в храмі майже не проводилися церковні служби, біля святині сільчани збиралися лише на Пасху і Трійцю. 1954 року церкву в селі закрили, влада знайшла причину — поганий технічний стан, що загрожує громадській безпеці. В червні 1956 року безшабашні атеїсти зірвали з купола хреста, а на світанку трьома підводами представники місцевої влади вивезли у Віньківці церковне начиння, ікони та іконостас, панікадило, підсвічники, корогви тощо. Приміщення церкви за два дні було вщент зруйноване. Більше 40 років віруючі села молилися і здійснювали церковні треби в селі Біличин Барського району, у Говорах (до зруйнування храму) та Карачіївцях.
Новітня історія Свято-Успенської церкви села Зоряне розпочалася з жовтня 1989 року, коли першу зустріч з віруючими провів настоятель храму Казанської ікони Божої Матері в Ялтушкові  Барського району Михаїл Варахоба. В листопаді 1991 року Михаїла Варахобу призначили священиком трьох парафій — в Дашківцях, Зоряному, Осламові. В неділю, 22 травня 1992 року, у день перенесення мощей св. Николая з Мір Лікійських у Барі, священиком була освячена старовинна Пахолкова криниця. Тут, біля криниці, віруючі разом з священиком вирішили побудувати храм у селі. Для збирання коштів на церкву, громада обрала касиром авторитетну в селі людину –  колишню завідувачку ФАПом Коломійчук Г. М. Згодом для будівництва церкви було вибране місце, за метрів 100 від колишнього зруйнованого храму. Керівник селянської спілки Сухар М. І. разом з головою сільської ради Фригою А. М. зайнялися пошуком ескізів майбутньої святині у Вінницькій області. У спорудженні церкви велика заслуга Михайла Сухаря, який забезпечив  вивезення будівельних матеріалів та доставив кваліфікованих будівельників з Івано-Франківської області. Придбанням покрівельної жерсті та найманням майстрів-покрівельників особисто займався священик Михаїл Варахоба. У будівництві церкви брали активну участь сільчани, а їх організатором був Шпак В. І. Спорудження церкви завершено 1995 року.
Після переведення Михаїла Варахоби в іншу парафію, священиками в селі Зоряному були Василь Каракацюк, Віктор Квасневський, Ігор Швачій, Володимир Степанишин. В січні 2011 року священиком Зорянської парафії призначено Івана Чіхрая.
16 жовтня 2014 року Митрополит Хмельницький і Старокостянтинівський Антоній освятив храм на честь Успіння Пресвятої Богородиці в селі Зоряне  і спільно з священиками  Віньковецького благочиння звершив у храмі Божественну Літургію.
16 травня 2017 року громада УПЦ (МП) Зоряного на загальних зборах ухвалила рішення перейти до УПЦ КП.

## Відомі земляки
- Козловський Василь Якимович — Герой Соціалістичної Праці, голова колгоспу ордена Леніна «Маяк» село Ружниця Окницького району у Молдові, керував господарством протягом 35 років (з 1951 до 1986 року).
- Марисик Петро Олексійович — директор приватного сільськогосподарського підприємства «Слобода» м. Тетіїв Тетіївського району Київської області, заслужений працівник сільського господарства України.
- Староста Петро Іванович [Архівовано 1 лютого 2016 у Wayback Machine.] — поет, прозаїк, краєзнавець, голова районної літературної спілки «Огневежа», член Конгресу літераторів України, автор збірок «Яблунева заметіль», «Місячна   підкова», «Сопілка Велеса», «Малюнки словом», «Зерна гідності», з 1998 до 2010 року працював заступником голови Віньковецької районної ради Хмельницької області.
- Дереш Іван Арсентійович (1942—2015) — голова Хмельницької міської профспілкової організації працівників агропромислового комплексу з 1993 до 2012 року, був заступником голови первинної організації мікрорайону Лезнево м. Хмельницький, членом правління Хмельницької міської організації «Захист дітей війни».
- Шевчук Михайло Петрович (1937—2007) — автор краєзнавчих нарисів «Зоряне», «Зіньків», науково-практичного видання «Фермер з Поділля». Більше 20 років очолював райком профспілки працівників АПК Ярмолинецького району Хмельницької області.

## Фотогалерея

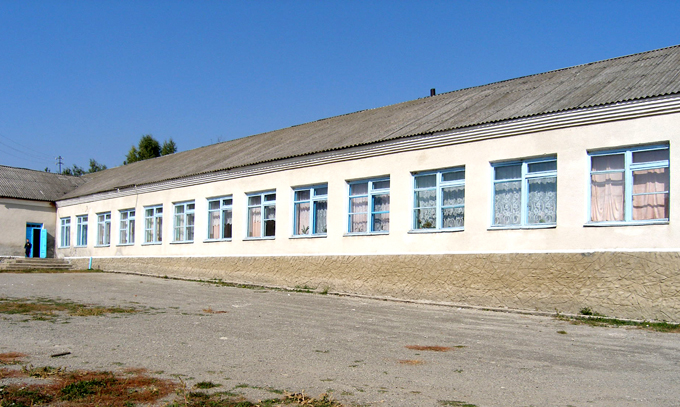
Село Зоряне Віньковецького району. Зорянська ЗОШ
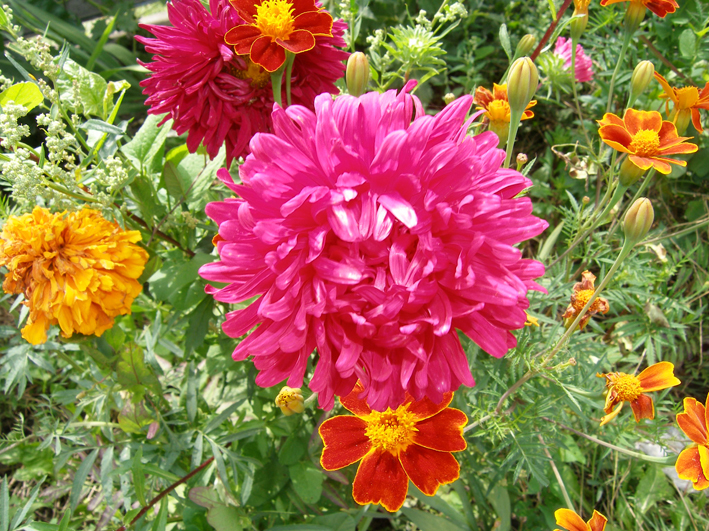
Село Зоряне Віньковецького району. Квіткове різнобарв'я.
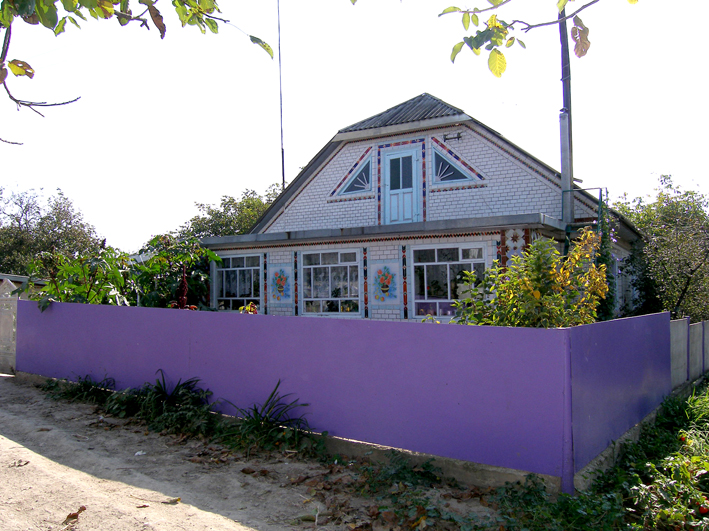
Село Зоряне Віньковецького району. Сільська садиба.
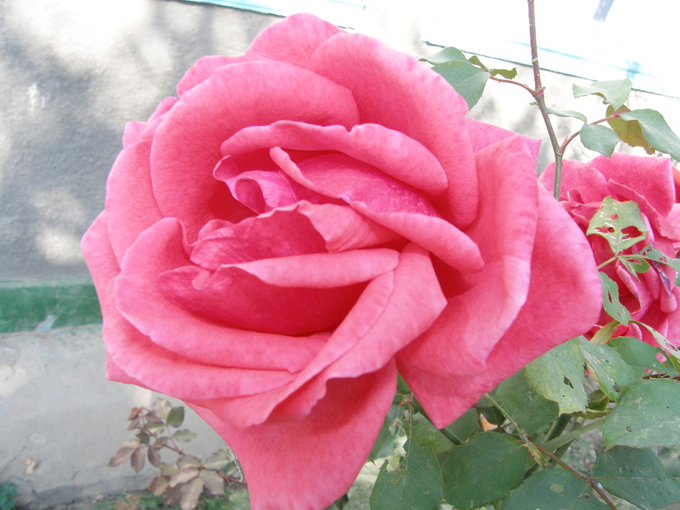
Село Зоряне Віньковецького району. Троянда
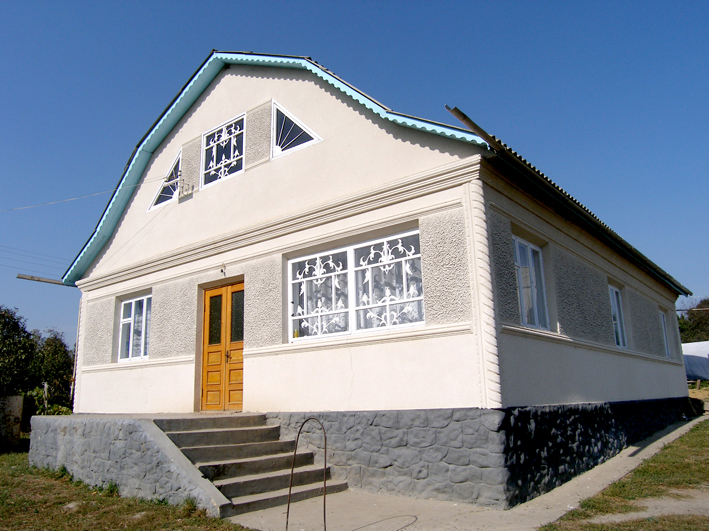
Село Зоряне Віньковецького району. Сільський будинок
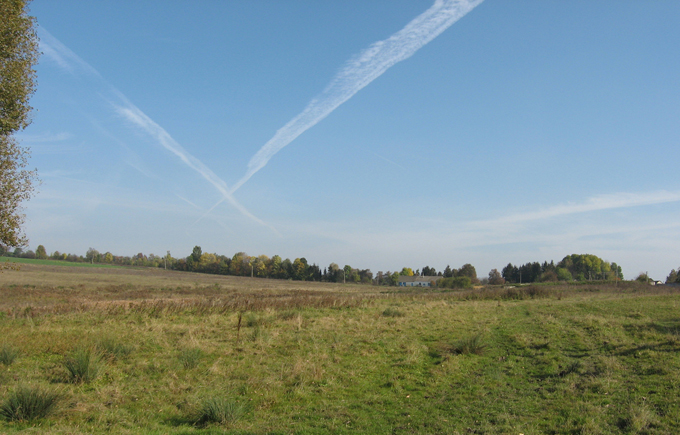
Село Зоряне Віньковецького району. Сліди літаків над селом.
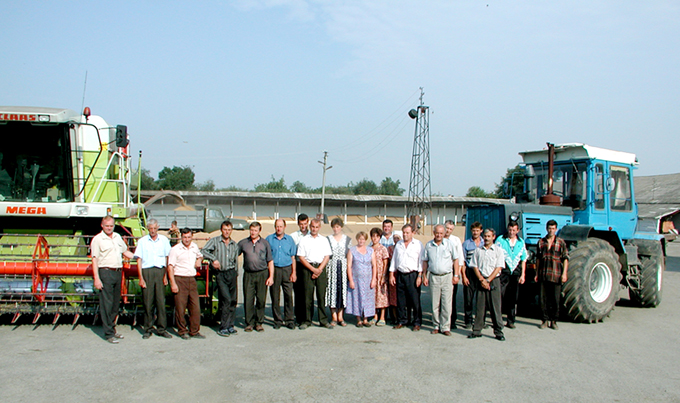
Село Зоряне Віньковецького району. На току 2001.
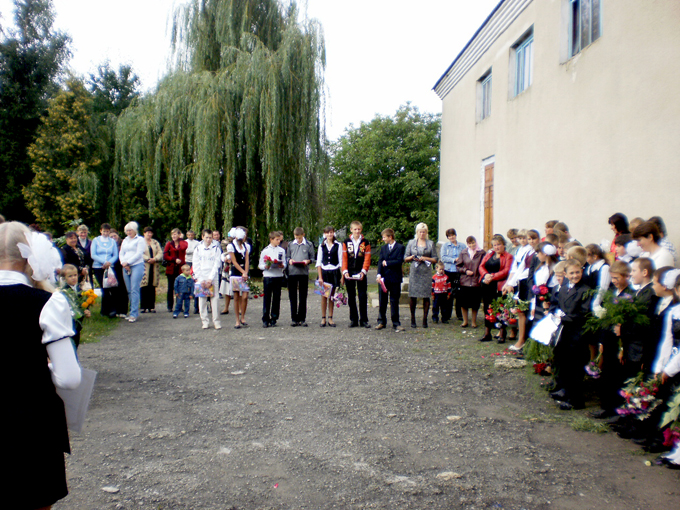
Село Зоряне Віньковецького району. Перший дзвоник в Зорянській ЗОШ 2010 рік
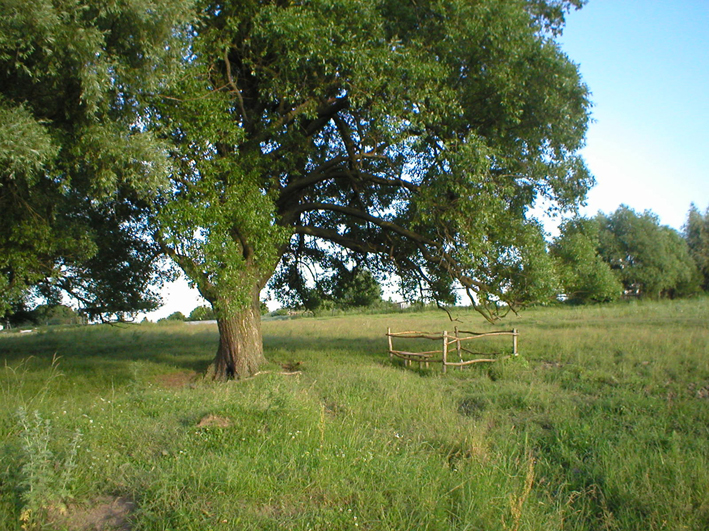
Село Зоряне Віньковецького району. Криничка в урочищі Долинки.
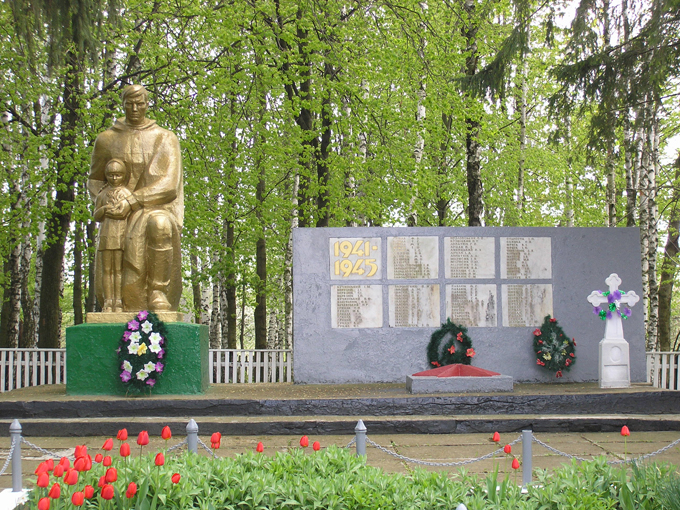
Село Зоряне Віньковецького району. Пам'ятник односельцям, що загинули у Другій світовій війні.
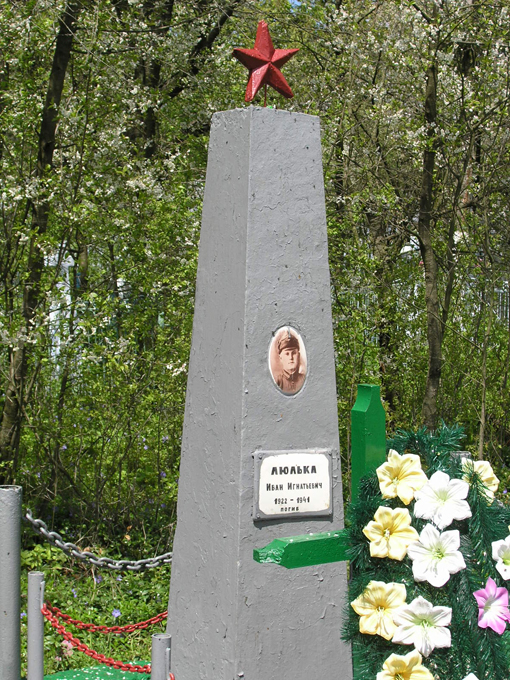
Село Зоряне Віньковецького району. Обеліск на могилі розвідника Івана Люльки.
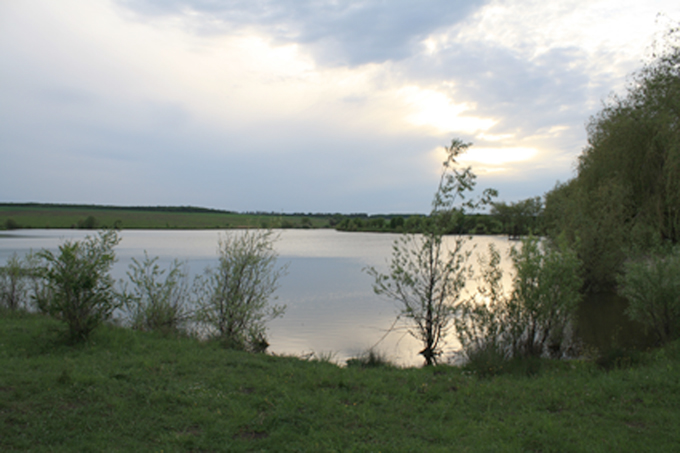
Село Зоряне Віньковецького району. Ставок в урочищі Дашковеччина.

### Архівні матеріали
- Державний архів Хмельницької області (ДАХмО) Ф. 315, оп. 1, од. зб. 2711.
- Державний архів Хмельницької області (ДАХмО), Ф. 241, оп. 1, од. зб. 1168.
- Державний архів Хмельницької області (ДАХмО), Ф. 315, оп. 1. Том 2, справа 9054.
- Державний архів Хмельницької області (ДАХмО), Ф. П3, оп. 1., од. зб. 287, 18.06.1929 — 23.12.1929.
- Державний архів Хмельницької області (ДАХмО) Ф. 228, оп. 1, справа 1210.
- Центральний державний історичний архів України (ЦДІАК України), Метрические книги Подольской губернии за XVIII-XIX века, Ф. 224, оп. 1, спр. 689.

### Наукова література та матеріали
- Список населенным местностям городов Подольской губернии: составлен в 1859 году, стор. 380.
- Гульдман В. «Населенные места Подольской губернии», Каменец-Подольск, 1883.
- Гульдман В. «Подольский адрес-календарь», Каменец-Подольский, 1895.
- Гульдман В. «Поместное землевладение в Подольской губернии», Каменец-Подольск, 1889.
- Приходы и церкви Подольской епархии под редакцией священника Евфимия Сецинского, Біла Церква, 2009, стор. 761.
- Микола Крикун. Подільське воєводство у XV — XVIII ст. (статті і матеріали), Львів, 2011, стор. 270.
- Боротьба за владу Рад на Поділлі. (березень 1917 — лютий 1918) Документи й матеріали. Держ. архів Хмельницької обл. Упорядники: І. І. Кириченко, І. В. Гарнага, Ц. М. Фірштейн. Док. 39.
- Поділля в роки громадянської війни. Вінниця, 1959.
- Указ Президії Верховної Ради УРСР від 15.08.1966 року.
- Реабілітовані історією: У двадцяти семи томах. Хмельницька область, книга друга. Хмельницький, 2009, стор. 518, 528.
- Історія міст і сіл Української РСР. Хмельницька область, 1971, стор. 143.
- Хмельницька область. Адміністративно-територіальний поділ, Львів, видавництво «Каменяр», 1982, стор. 17, 98, 109.
- Книга Пам'яті України. Історико-меморіальне багатотомне видання в 10 томах. Хмельницька область, том . Хмельницький, Білогірський район, Віньковецький район. Хмельницький, «Поділля», 1995, стор. 385—676.
- Слободянюк П. Я., Рибак І. В. Місцеве самоврядування Хмельниччини: нариси історії місцевих громад Віньковецького району. Хмельницький, «Поділля», 2003, стор. 118—125.
- Денник начальної команди Української Галицькоі Армії. «Червона калина», Нью-Йорк, 1974, стор. 22.
- Шевчук М. П., Атаманчук І. М. Зоряне, Хмельницький, «Поділля», 2006.
- І.Гарнага. За кожну п'ядь. Газета «Радянське Поділля», 1986, 22 червня.
- Зведений статистичний бюлетень Віньковецького районного відділу статистики станом на 01.01.1993 року.

### Ресурси Інтернету
- http://w1.c1.rada.gov.ua/pls/z7503/A005?rdat1=15.12.2011&rf7571=35440 [Архівовано 7 лютого 2016 у Wayback Machine.] – Зоряне на сайті Верховної Ради
- http://ukrssr.com.ua/khmeln/vinkovetskiy/zoryane-vinkovetskiy [Архівовано 26 вересня 2015 у Wayback Machine.] - село Зоряне Віньковецького району «Історія міст і сіл Української РСР» 1968—1973 рр.
- dir.icm.edu.pl/pl [Архівовано 15 квітня 2016 у Wayback Machine.] — Географічний словник Королівства Польського та інших слов'янських країн (Słownik geograficzny Królestwa Polskiego i innych krajów słowiańskich), виданий під редакцією Ф.Сулімерського, Б.Хлєбовського та інших редакторів у Варшаві 1880—1902 роках, том IV, стор. 925.
- ukrreferat.com [Архівовано 22 серпня 2014 у Wayback Machine.] — Три поділи Речі Посполитої.
- https://archive.today/20150130132336/http://museum.vn.ua/articles/pod3/ribak__v_kolektivzatsya_na_.html – Рибак І. В. Колективізація на Поділлі.
- tetiy.at.ua [Архівовано 29 березня 2016 у Wayback Machine.] — Славні земляки.
- nm.md/article — Славили Молдову в песнях, танцах и стихах.
- http://sergekot.com/drevo-bzhozovskih/ [Архівовано 5 квітня 2016 у Wayback Machine.] – Древо Бжозовських.
- sergekot.com [Архівовано 12 березня 2019 у Wayback Machine.] — Соколівка.
- http://www.ogf.org.ua/Home/orgz [Архівовано 24 квітня 2016 у Wayback Machine.] – Історія створення «Об‘єднання Громадських Формувань України з охорони громадського порядку і державного кордону».

### Топографічні карти
- «Загальна карта України» французького військового інженера Гійома Боплана.
- Археологічна карта Подільської губернії Є. Й. Сіцінського